# Рівербанк Арена
| «Рівербанк Арена» | «Рівербанк Арена»                                          |
| ----------------- | ---------------------------------------------------------- |
| Місто             | Лондон, Велика Британія                                    |
| Будівництво       | 2009-2011                                                  |
| Місткість         | 15 000                                                     |
| Подія             | Літні Олімпійські ігри 2012 Літні Паралімпійські ігри 2012 |

«Рівербанк Арена» (англ. Riverbank Arena) — споруда літніх Олімпійських та Паралімпійських ігор 2012 у Лондоні.

Місткість арени становить 15 000 місць. Арена прийме хокей на траві, футбол (5 x 5) та футбол (7 x 7).

На час проведення Ігор арена змінила назву на Олімпійський хокейний центр.